# Dousberg
Dousberg est une colline naturelle du quartier de Dousberg-Hazendans à Maastricht. Le « berg » est situé au centre de la zone de loisir De Dousberg à l'ouest de la ville, près de la frontière belgo-néerlandaise.

## Géographie
Le Dousberg est une petite colline isolée qui s'élève une vingtaine de mètres au-dessus des environs. La base de la colline est à environ 70 mètres au-dessus du niveau de la mer d'Amsterdam, tandis que le sommet est à environ 90 mètres au-dessus du niveau de la mer d'Amsterdam.

## Histoire
Le Douceberg apparaitrait peut-être dans une charte de l'empereur Conrad III datant de 1146. La charte indique en effet des audiences dans un tribunal situé à Dulceberg. Ces tribunaux situés sur des collines remonterait à l'époque franque.
Lorsque l'importance stratégique de la forteresse de Maastricht augmenta durant la guerre de 80 ans, le Dousberg a acquis une relative importance militaire. En 1568, Ferdinand Alvare de Tolède s'y est retranché pour éviter une bataille face aux troupes de Guillaume Ier d'Orange-Nassau. Cet évènement est rappelé dans le Wilhelmus van Nassouwe (hymne néerlandais) :
| Texte en néerlandais | Traduction |
| --- | --- |
| Als een prins opgezeten met mijner heires-kracht, van den tiran vermeten heb ik den slag verwacht, die, bij Maastricht begraven, bevreesde mijn geweld; mijn ruiters zag men draven zeer moedig door dat veld. | Comme un prince contraint par mon acte de Dieu, du tyran parjure j'ai attendu le combat, qui, retranché près de Maestricht, craignait ma puissance; mes cavaliers l'on voyait sillonner très courageux ce champ de bataille. |

En 1632, Frédéric-Henri d'Orange-Nassau y établit son quartier général pendant le siège de Maastricht
Dans la première moitié du XIXe siècle, une carrière de gravier a été exploitée sur le flanc est de la colline, qui a ensuite été utilisé pendant un certain temps comme décharge.

## Sources
- (nl) Cet article est partiellement ou en totalité issu de l’article de Wikipédia en néerlandais intitulé « Dousberg » (voir la liste des auteurs).